# Plastbranden i Lettland 2017
Plastbranden i Lettland 2017 var en brandkatastrof i juni 2017 på en illegal soptipp utanför staden Jurmala, Lettland. Över 20.000 ton plast började av oklar orsak att brinna.  Lettlands naturskyddsmyndighet har uppskattat att drygt hälften av plasten kom från Sverige och lettisk polis misstänker att branden var anlagd.  